# Font del Cucut
La Font del Cucut és una obra de Sant Joan de les Abadesses (Ripollès) protegida com a Bé Cultural d'Interès Local.

## Descripció
La font se situa a uns 400 metres de la urbanització de La Plana. Es tracta d'una font senzilla i simple construïda amb l'objectiu de canalitzar l'aigua del sector de la muntanya de Les Tres Creus on es troba i portar-la així al reg d'uns horts.